# Kênh đào Nymphenburg
Kênh đào Nymphenburg tại München là một phần của hê thống kênh đào phía Bắc của München, lấy nước từ sông Würm, cung cấp nước cho Công viên lâu đài Nymphenburg.

## Hệ thống
Kênh đào Nymphenburg bắt đầu với cái tên Kênh đào Pasing-Nymphenburg chạy ra từ sông Würm ở vùng Pasing. Số lượng nước chạy có thể được điều chỉnh bởi một đập nước tại đây. Từ đầu cho tới khi vào khu vực công viên lâu đài là 2,8 km. Sông Würm đã mất đi nước chảy vào kênh đào khoảng 1/3 lượng nước(khoảng 2 m³/s).

## Hình ảnh

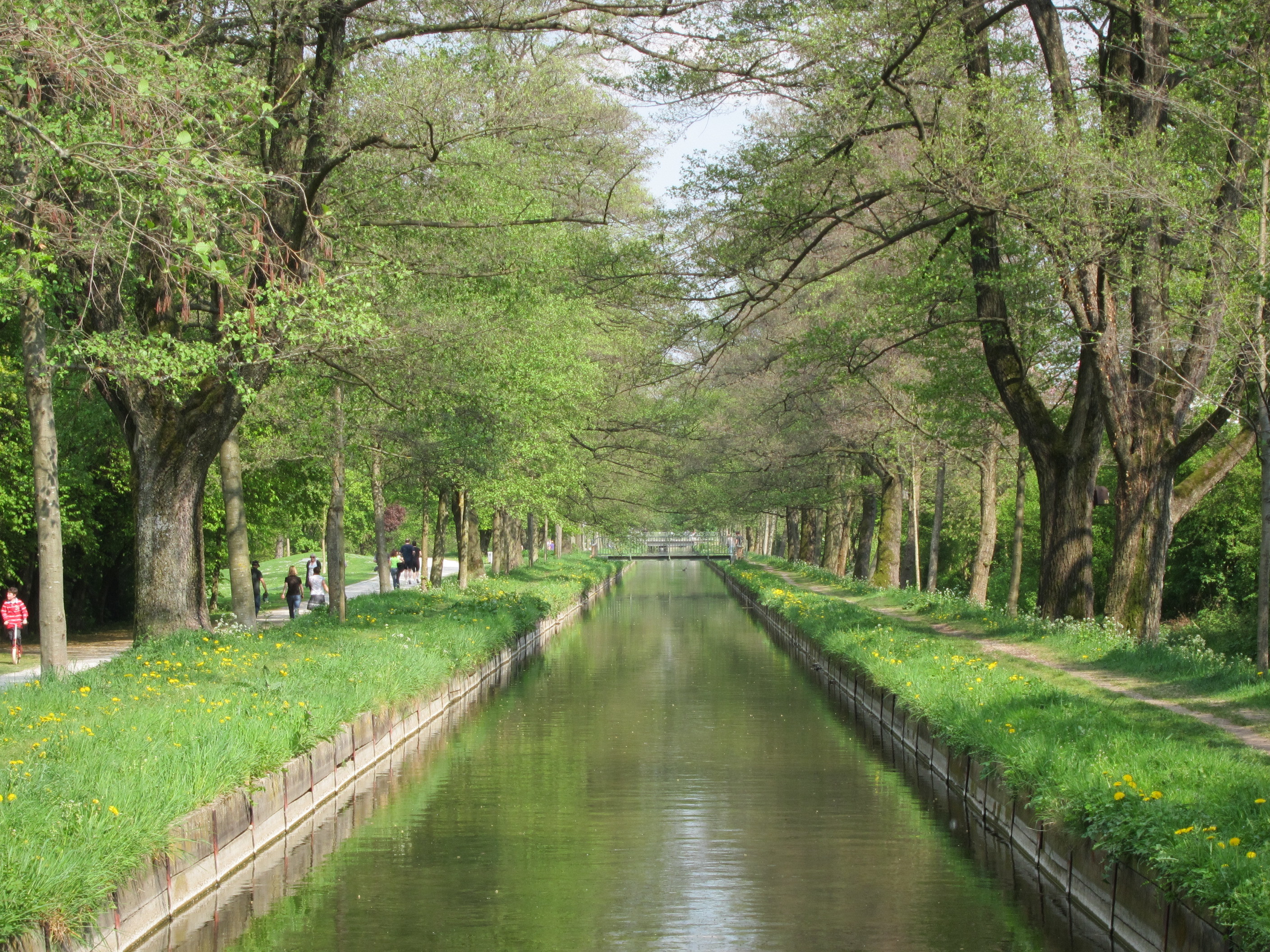
Kênh đào Pasing-Nymphenburg
Kênh đào trong công viên
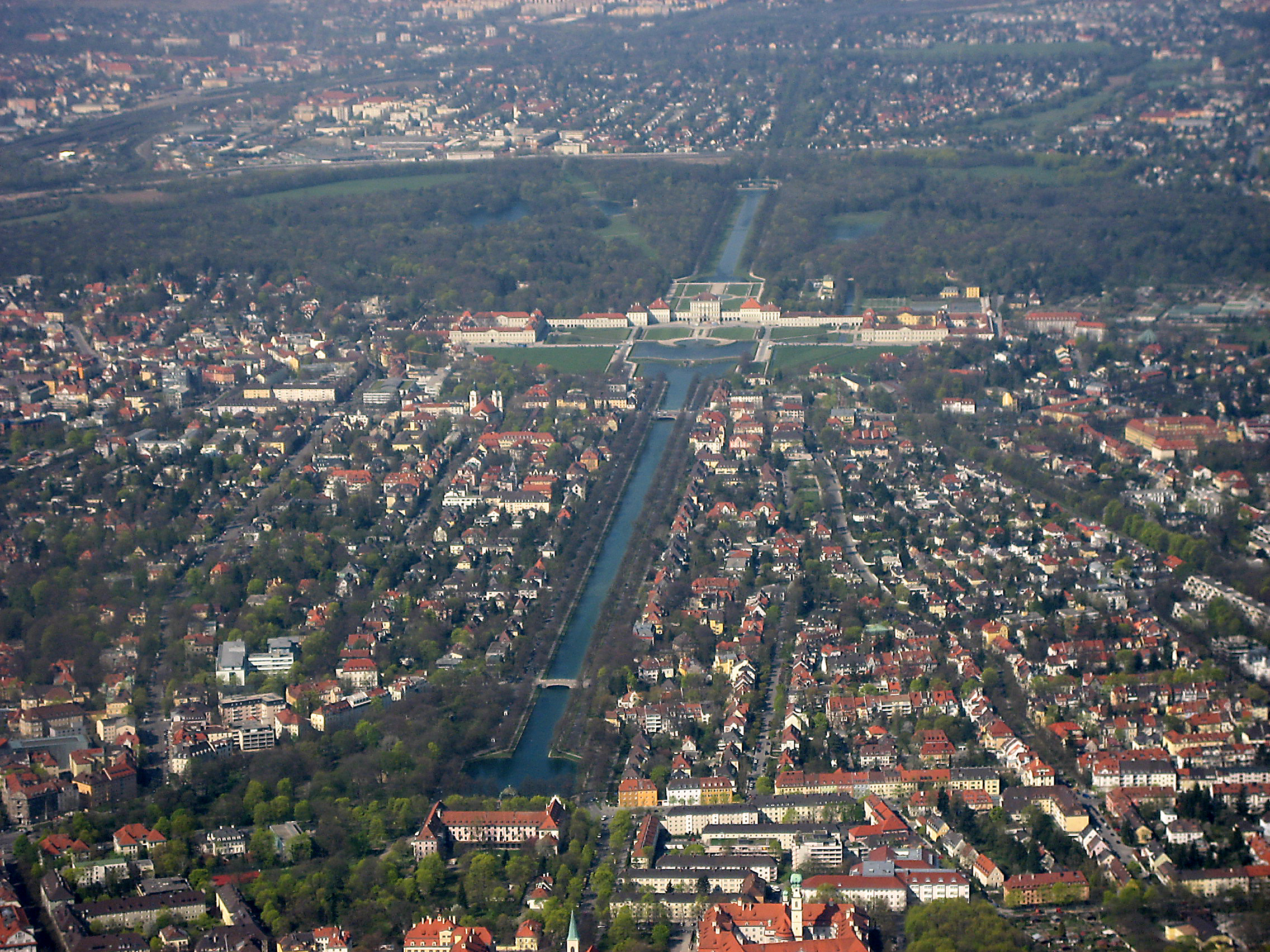
Nhìn từ trên không
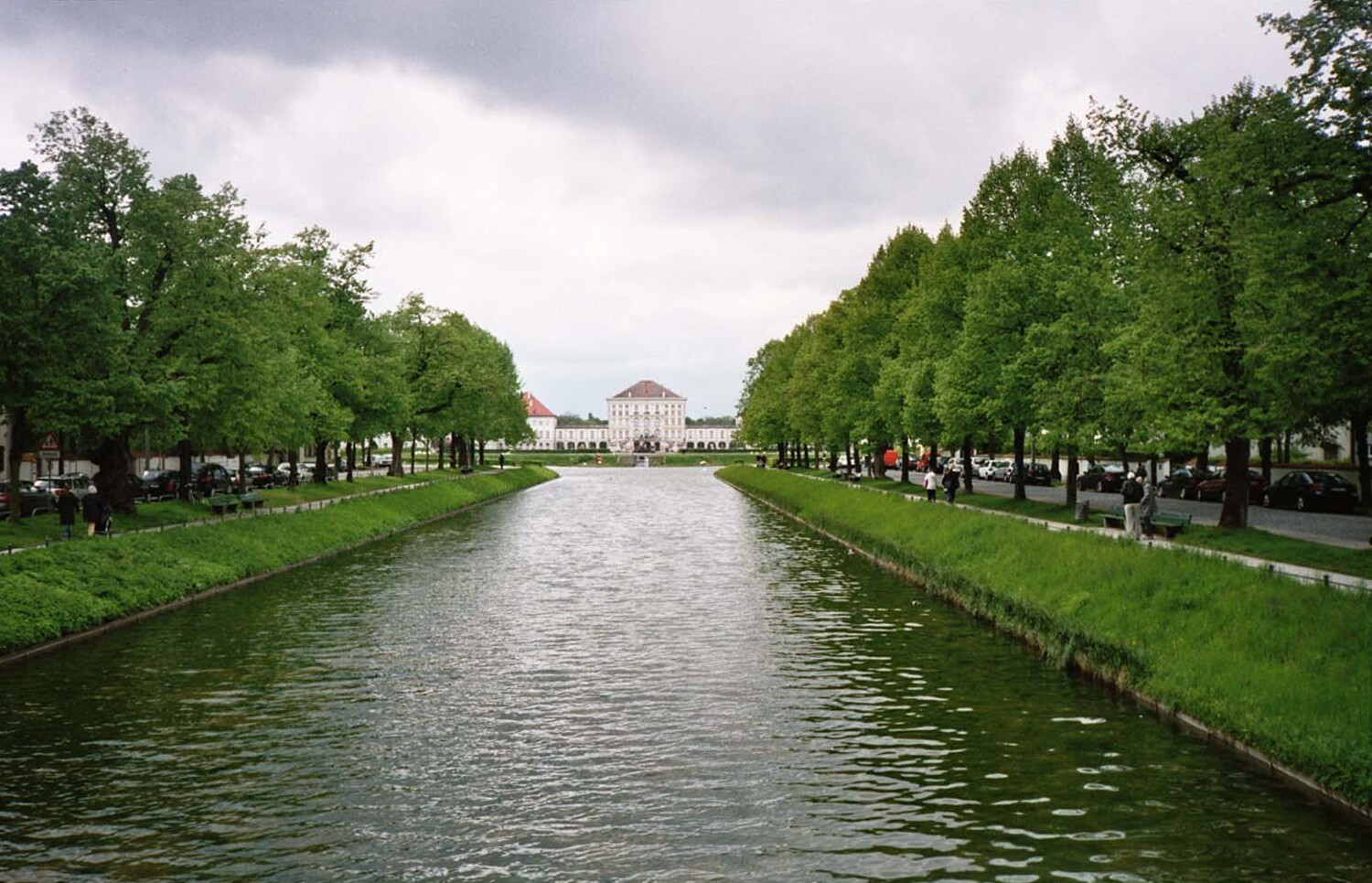
Kênh đào trong công viên
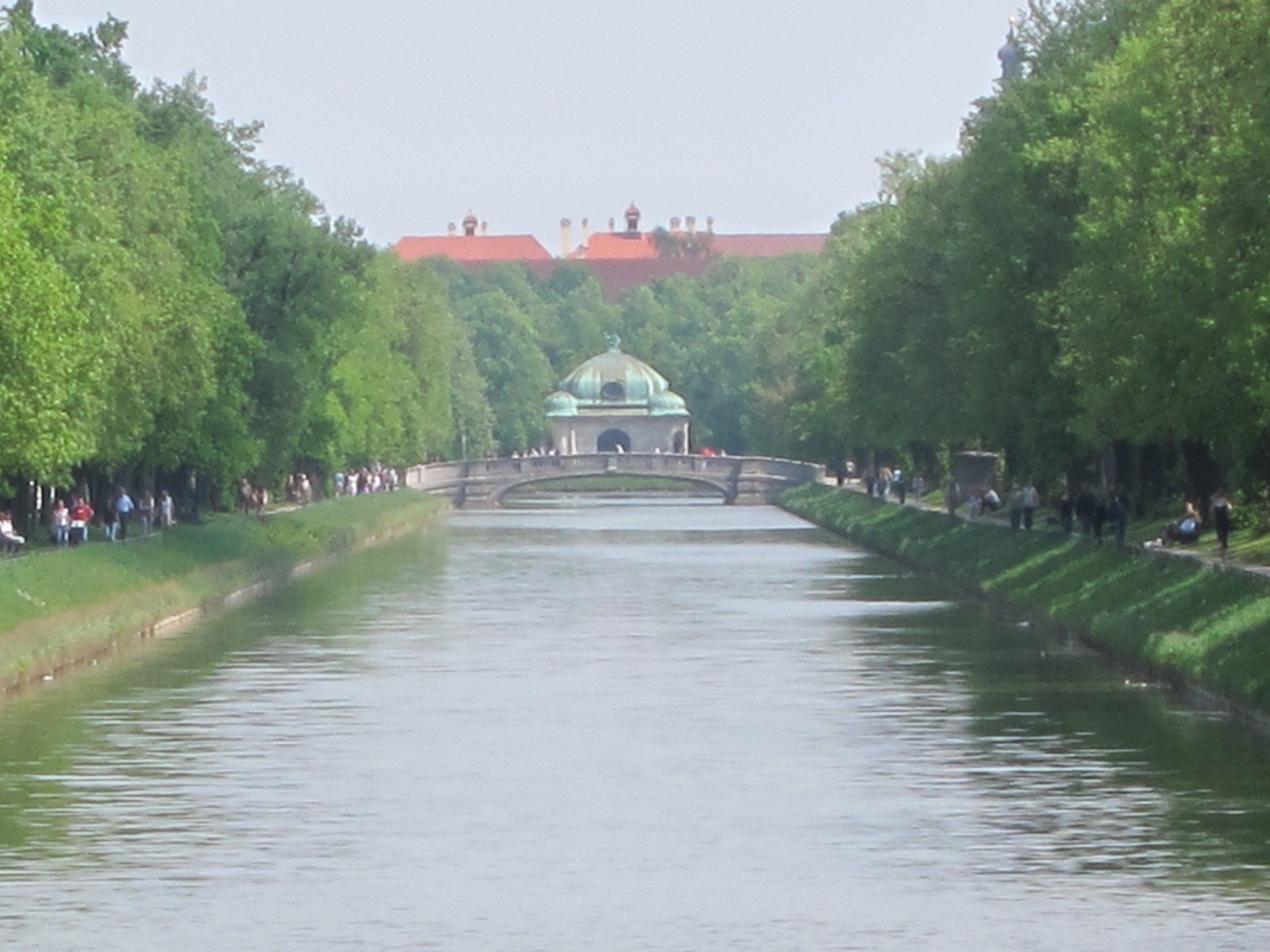
Kênh đào trong công viên, nhìn tới bồn nước Hubertus

## Sách báo
- Peter Klimesch: Isarlust. Entdeckungen in München. MünchenVerlag, München 2011, ISBN 978-3-937090-47-4.
- Christine Rädlinger: Geschichte der Münchner Stadtbäche. Herausgegeben vom Stadtarchiv München. Verlag Franz Schiermeier, München 2004, ISBN 3-9809147-2-0.
- Franz Schiermeier: Münchner Stadtbäche. Reiseführer zu den Lebensadern einer Stadt. Verlag Franz Schiermeier, München 2010, ISBN 978-3-9813190-9-5.